# Enginyeria de la carta

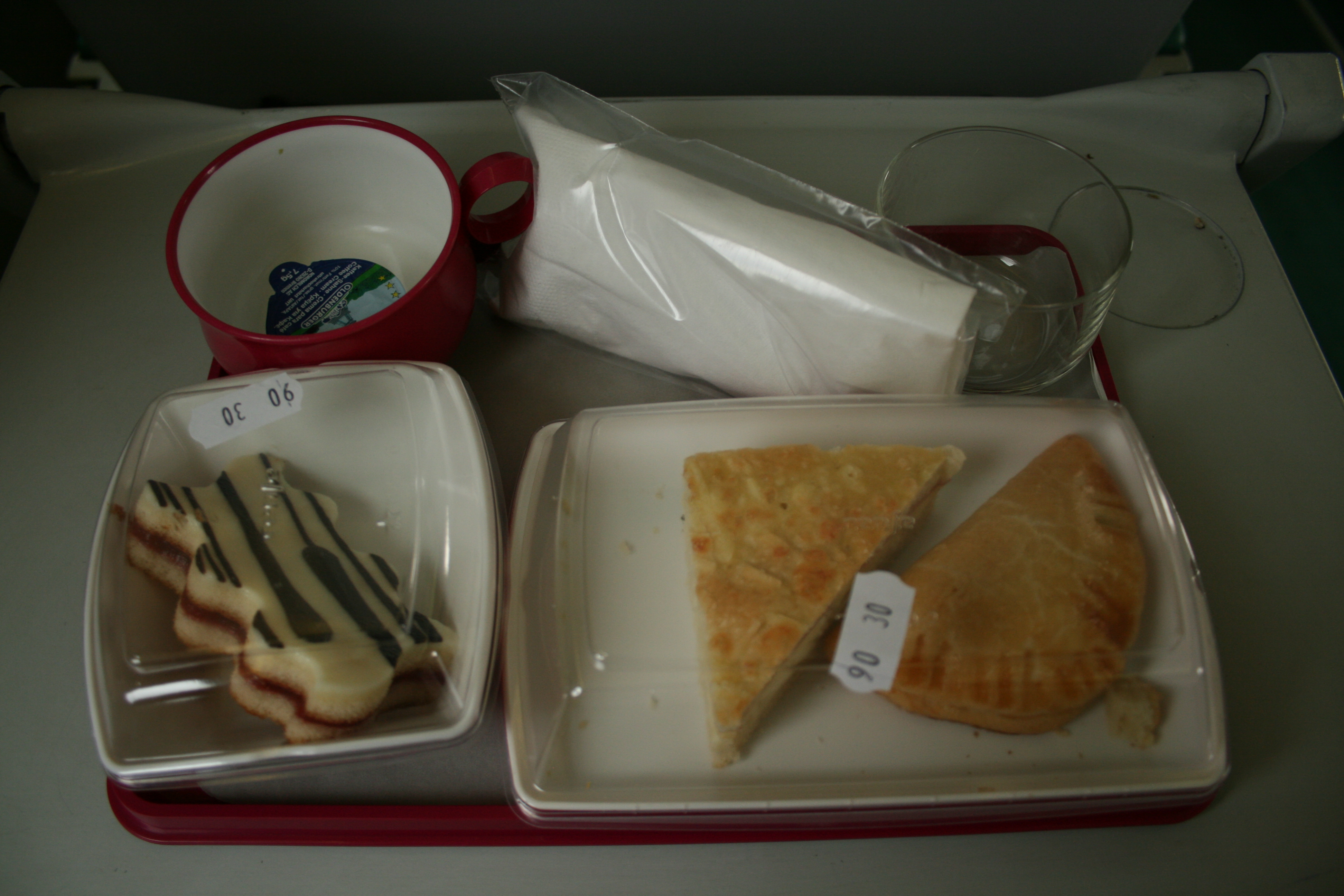
L'enginyeria de menú és un concepte aplicat a nombrosos llocs d'atenció culinària al públic - no necessàriament restaurants.

En la restauració, l'enginyeria de la carta (en anglès, menu engineering) és un camp interdisciplinari dedicat a l'estudi de disseny estratègic de les cartes de restaurants que s'origina als Estats Units. De vegades es troba referenciat com psicologia de la carta. En general el terme enginyeria de la carta és un terme emprat en la indústria de l'hostaleria (específicament en el context de restaurants), però que pot ser aplicat a qualsevol indústria que ofereix una llista de productes o serveis a elecció del consumidor.

## Característiques
L'objecte de l'enginyeria de la carta és maximitzar la rendibilitat de l'empresa encoratjant al consumidor en les seves preferències, i descoratjant de la mateixa manera alguns dels productes oferts.

## Camps d'estudi
Els camps d'estudi que contribueixen a l'enginyeria de la carta son:
- Psicologia (Percepció, Atenció, Emoció/Afectes)
- Comptabilitat directiva (Contribució a les anàlisis de costos marginals i de producte)
- Màrqueting & Estratègia (Preus, Promoció)
- Disseny gràfic (Disseny de vistes, Tipografia)